# Gaston Demme
Gaston Demme (6. September 1865 in Berlin – nach 1944) war ein deutscher Theaterschauspieler.

## Leben
Demme, Sohn eines Oberlehrers, betrat die Bühnenlaufbahn 1885 in einer Episode in der kleinen Rolle des „Kalchas“ in Theodora am Residenztheater in Berlin. Sei zweites Engagement war Görlitz, dann kam er nach Hanau, Gera (Antrittsrolle „Gempe“ in Großstadtluft), Lübeck (im Wilhelmtheater „Timpe“ in Unsere Don Juans), Elberfeld (im Stadttheater am Brausenwerth „Hermann“ in Haubenlerche), Halle („Jetter“ in Egmont), Hamburg (Carl Schultze-Theater „Felix“ in Bocksprünge), Freiburg („Mustapha“ in Sohn des Khalifen) und ans Hoftheater nach Kassel, wo er als „Valentin“ (Verschwender), „Arnold Bäcker“ in Cornelius Voß und „Musketier Schulze“ in Pechschulze debütierte.
Durch sein Auftreten in diesen drei verschiedenen gearteten Rollen erwies er seine außerordentliche verwendbare Kraft und gab Zeugnis seiner schauspielerischen Allgemeinbefähigung. Demme, ein gewandter Salonschauspieler, liefert in der Klassik wie im Volksstück und der Posse möglichst natürliche Charakterstudien, hält sich glücklich von Übertreibungen fern, ist jedoch andererseits ein Darsteller von überwältigender Komik. Doch überwiegt das Schauspielerische bei ihm auch in den drastischen Situationen das Possenreißerische. Ein Blick auf sein Repertoire gibt den Beweis seiner großen Gestaltungsgabe, so seien erwähnt: „Wehrhahn“, „Wolf“ in Jugend von heute, „Reif-Reiflingen“, „Amandus“ (Jugend), „Grignon“ (Frauenkamp), „Bleichenwang“, „Schumerich“, „Spiegelberg“, „Mittelbach“ in Herr Senator und „Hofmarschall Kalb“ etc.
1901 gastierte Demme auf Engagement am Leipziger Stadttheater, wo man gleich nach seiner ersten Debütrolle als Zettel im Sommernachtstraum den gereiften Künstler und vortrefflichen Charakterdarsteller in ihm erkannte und Demme (ab 1902) für diese Bühne verpflichtete, wo er bis 1944 wirkte.
Demme war auch als Librettist tätig, so für ‘s Poussierschlössl von Otto Findeisen.